# بيتر بارهام
بيتر بارهام (بالإنجليزية: Peter Barham)‏ هو مؤلف وفيزيائي بريطاني، ولد في 25 أكتوبر 1950 في إنجلترا في المملكة المتحدة.